# 雷州西湖
雷州西湖原名罗湖，位于广东雷州古城的西北角，面积9万多平方米。
自北宋乾兴元年（公元1022年）寇准贬雷州司户参军，居湖滨，后又多有名人至此居游，遂成名胜。雷州西湖内古迹甚多。苏公亭，四柱重檐前有荷池及苏轼石雕像。十贤祠，祠内有文天祥撰、姚文田书《雷州十贤堂记》碑，并有汉白玉线刻寇准、苏轼、苏辙、秦观、王岩叟、任伯雨、李纲、赵鼎、李光、胡铨等“十贤”像。浚元书院，天圣元年（1023年）寇准病逝雷州，州人建寺以怀其德，咸淳八年（1272年）改寺为院，1984年重建时塑寇准石像于院前，并合十贤祠为“宋园”。又有莱泉井、龙王庙、“西湖平，状元生”牌坊等点缀于平湖柳岸回廊曲桥间，园内还建有规模颇大的游乐场。